# NGC 6709

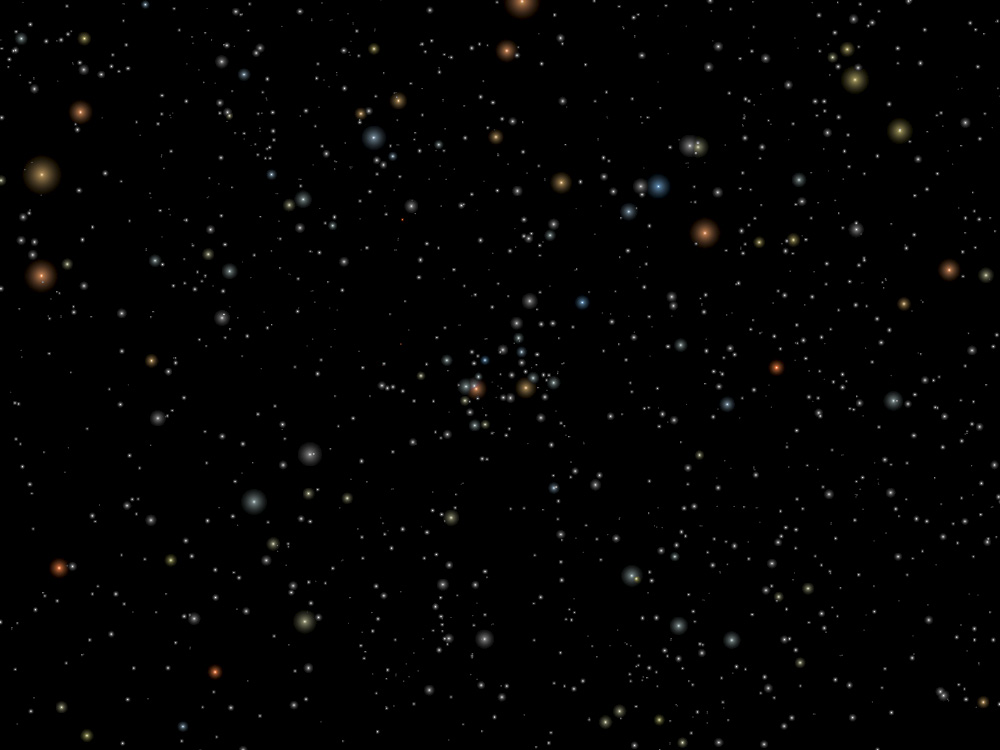
NGC 6709

NGC 6709 je otevřená hvězdokupa v souhvězdí Orla s magnitudou 6,7. Objevil ji John Herschel 21. srpna 1827.
Od Země je vzdálená přibližně 3 500 světelných let. Je to nejvýraznější hvězdokupa v tomto souhvězdí.

## Pozorování

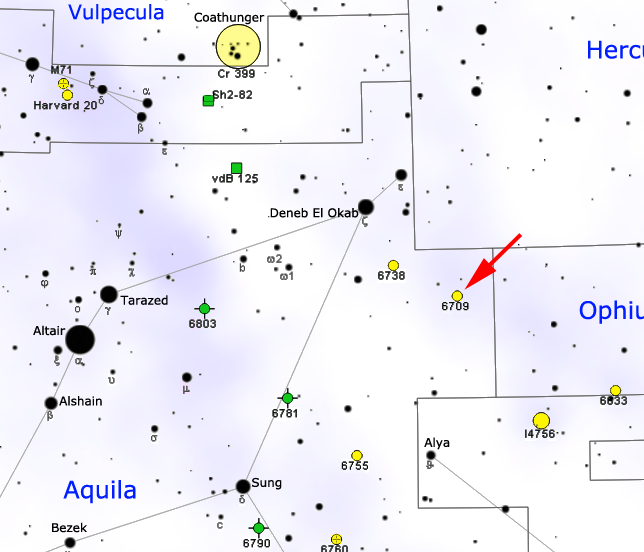
Poloha NGC 6709 v souhvězdí Orla

Hvězdokupa leží v severozápadní části souhvězdí, 5° jihozápadně od hvězdy 3. magnitudy Deneb el Okab Australis (ζ Aql). Leží ve hvězdném poli velmi bohatém na slabé hvězdy, ale chybí zde jasné hvězdy. V triedru 10x50 vypadá jako jasná skvrna posetá několika hvězdami 9. magnitudy. Pomocí dalekohledu o průměru 120 mm a větším se i při nízkém zvětšení začíná hvězdokupa rozkládat na jednotlivé hvězdy, ale zcela ji rozloží až dalekohledy větších rozměrů při zvětšení 50x a větším.
6° jihozápadně leží jasná a rozsáhlá otevřená hvězdokupa IC 4756 a 3° severozápadně od ní NGC 6633.
Hvězdokupa se nachází blízko nebeského rovníku a je tedy snadno pozorovatelná ze všech obydlených oblastí Země. Při porovnání zeměpisných šířek jsou ovšem pozorovatelé hvězdokupy na severní polokouli mírně zvýhodněni proti pozorovatelům se stejnou zeměpisnou šířkou na jižní polokouli. Nejvhodnější období pro její pozorování na večerní obloze je od června do listopadu.

## Historie pozorování
Hvězdokupu objevil John Herschel 21. srpna 1827. Pozoroval ji pomocí zrcadlového dalekohledu o průměru 18,7 palce (475 mm) a popsal ji jako slabě zhuštěnou hvězdokupu nepravidelného tvaru velmi bohatou na slabé hvězdy. Do svého katalogu mlhovin a hvězdokup General Catalogue of Nebulae and Clusters ji zařadil pod číslem 4440.

## Vlastnosti
NGC 6709 je zdánlivě chudá a málo zhuštěná hvězdokupa, která na bohatém pozadí hvězd Mléčné dráhy příliš nevyniká. Její vzdálenost od Země se odhaduje na 3 500 světelných let, takže pravděpodobně leží v oblasti mezi galaktickými rameny, nebo na vnitřním okraji ramene Orionu. Její galaktická šířka není příliš velká a hvězdokupa tedy leží uvnitř galaktického disku.
Mnoho členů hvězdokupy patří do spektrální třídy A až K a chybí v ní hvězdy raných spektrálních typů (O a B), což naznačuje její pokročilé stáří, které je odhadováno na 150 milionů let. HR diagram jejích hvězd ukazuje, že většina hvězd s magnitudami 10,5 až 12 patří do hlavní posloupnosti, ale v rozsahu magnitud 12 až 12,7 obsahuje jedinou hvězdu hlavní posloupnosti. Mezi potvrzenými členy hvězdokupy je pouze jeden červený obr.